# Echeveria dactylifera
Echeveria dactylifera är en fetbladsväxtart som beskrevs av Walther. Echeveria dactylifera ingår i släktet Echeveria och familjen fetbladsväxter. Inga underarter finns listade i Catalogue of Life.